# Takijiri-ōji

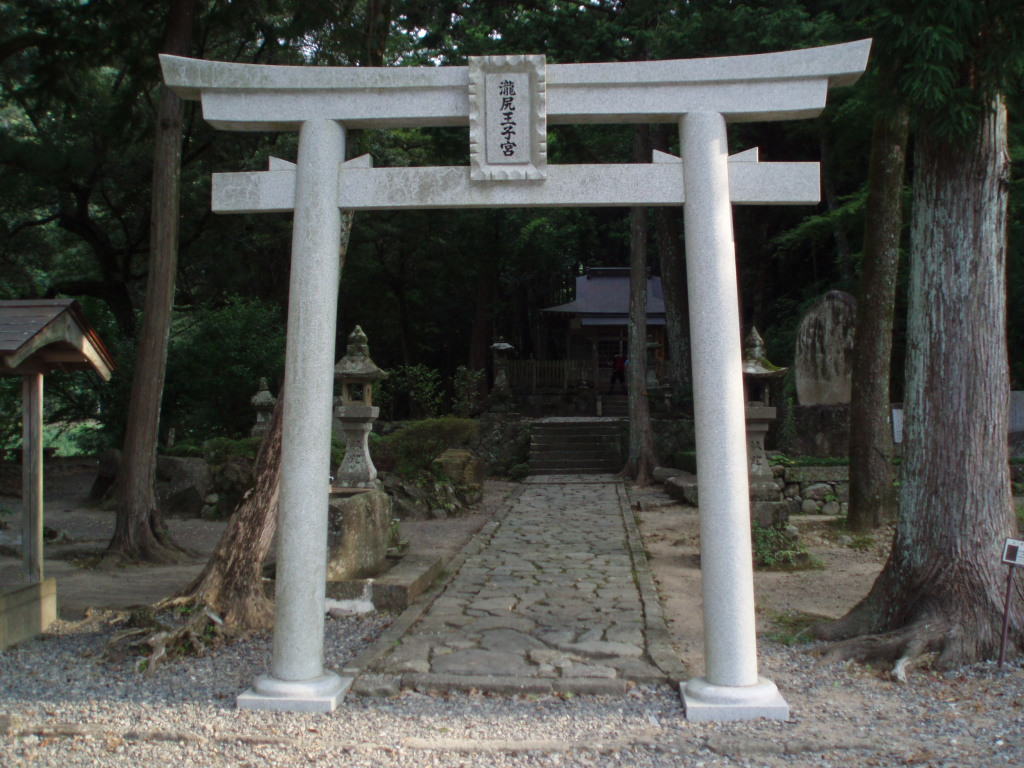
Entrée du temple (Torii)

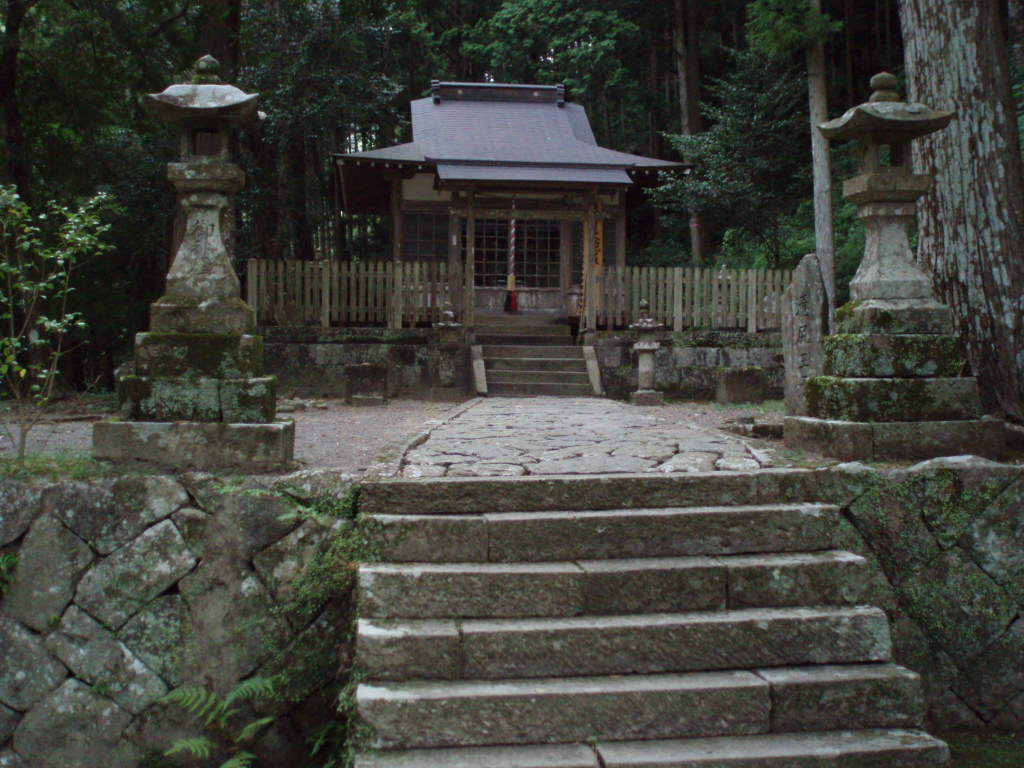
Vue du temple

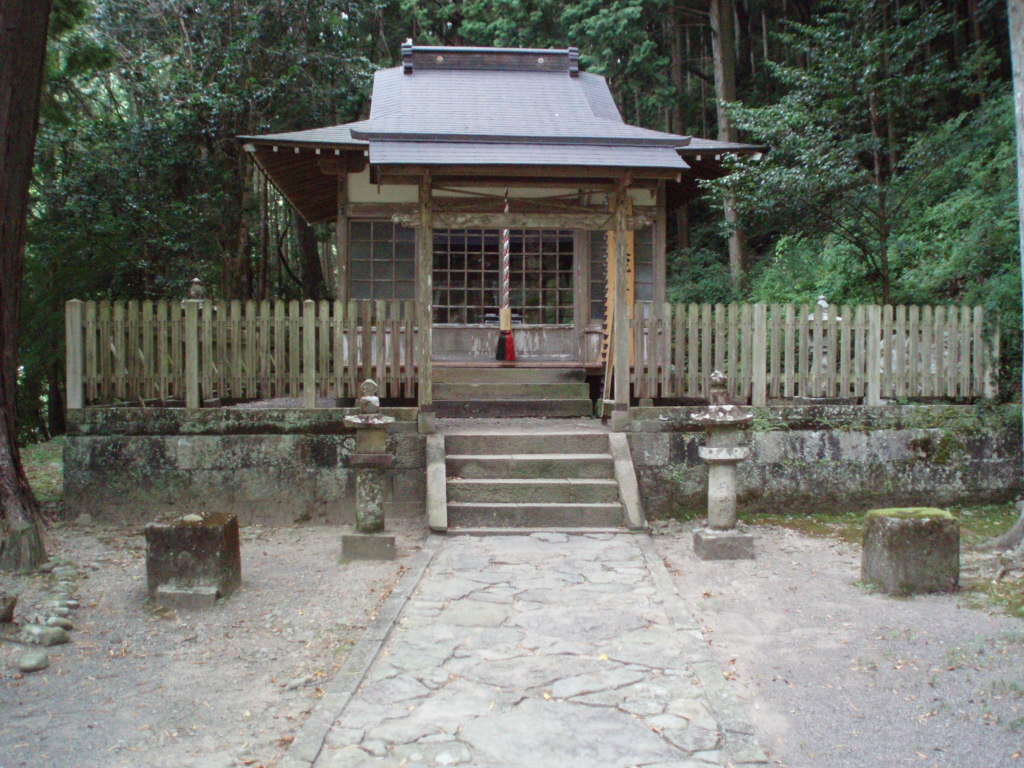
Le temple

Takijiri-ōji (滝尻王子) est un temple shinto de la ville de Tanabé. Il fait partie des  Gotai-ōji. Il se situe à la jonction des rivières tondagawa (富田川) et ishiburigawa (石船川).

## Desserte
Pour se rendre au temple il faut environ 30 minutes en bus depuis Tanabé.